# Javier Quevedo Puchal
Javier Quevedo Puchal (n. Castellón; 1976) es un escritor, corrector y traductor español que cultiva el género fantástico, la literatura de terror y la literatura LGBT.
Ha colaborado con sellos como Editorial Odisea, NGC Ficción!, Stonewall (editorial), Punto en Boca, Edge Entertainment, Dilatando Mentes o Grupo Ajec.
Fue miembro de Nocte y UniCo, así como copresentador del podcast LGTBIQ+ Cooltura Queer junto con la escritora Libertad Morán.

## Novelas y antologías propias
- Los hilos que rompemos (Dilatando Mentes, 2021).
- Ojos verdes, negra sombra (Dilatando Mentes, 2018).
- El manjar inmundo (Punto en Boca, 2014).
- Lo que sueñan los insectos (Punto en Boca, 2013).
- Cuerpos descosidos (NGC Ficción!, 2011), (LcLibros, 2012).
- Abominatio (Ediciones efímeras, 2011).
- Todas las maldiciones del mundo (Editorial Odisea, 2009).
- El tercer deseo (Editorial Odisea, 2008).

## Relatos
- Sombras, en la antología Donde habitan los androides (La Pastilla Roja Ediciones, 2018).
- Alguien que depende de ti, en la antología Carne nueva (Ediciones Tusitala, 2014).
- El vestido de mi madre, en la antología Anatomías secretas (Editorial Nostrum, 2013).
- La mirada de Gorka, en la antología Tiempo al tiempo (Stonewall (editorial), 2013).
- Compro oro, en la antología La ciudad vestida de negro (Editorial Drakul, 2012).
- Las flores de Tefía, en la antología Las mil caras de Nyarlathotep (Edge Entertainment, 2012).
- Schlitze, en la antología Insomnia (Grupo Ajec, 2012).
- YGST, en la antología Los nuevos Mitos de Cthulhu (Edge Entertainment, 2011).
- La petición, en la antología Enamórate (Editorial Odisea, 2011).
- Una habitación sin reflejos, en la antología Taberna espectral (Editorial 23 Escalones, 2010).

## Premios
- 2019 - Finalista Premio Ignotus de Novela
- 2018 - Ganador Premio Guillermo de Baskerville de Novela
- 2015 - Ganador Premio Nocte de Antología
- 2012 - Finalista Premio Scifiworld de Novela y de Relato
- 2012 - Finalista Premio Ignotus de Novela
- 2012 - Ganador Premio Nocte de Novela
- 2009 - Finalista Premio Shangay de Novela
- 2005 - Finalista Premio Vórtice de Relato